# Bergnunatak West
Bergnunatak West är en nunatak i Antarktis. Den ligger i Östantarktis. Australien gör anspråk på området. Toppen på Bergnunatak West är 470 meter över havet.
Terrängen runt Bergnunatak West är platt åt nordost, men åt sydväst är den kuperad. Trakten är obefolkad. Det finns inga samhällen i närheten.